# هيلين وليامز (لاعبة كرلنغ)
هيلين وليامز (بالإنجليزية: Helen Williams)‏ هي لاعبة كرلنغ أسترالية، ولدت في 6 مارس 1973 في اسكتلندا في المملكة المتحدة.

## وصلات خارجية
- هيلين وليامز على موقع الاتحاد الدولي للكرلنغ (الإنجليزية)